# Oswald Römer
Oswald Römer (* 11. Mai 1938 in Berghausen; † 27. Juni 1998 in Schwarzenau) war ein deutscher Zeichner, Tier- und Landschaftsmaler.

## Leben und Wirken
Oswald Römer wurde am 11. Mai 1938 als ältester Sohn von August und Emmi Römer geb. Busch, in Berghausen, Kreis Wittgenstein, geboren. Bereits in der Kindheit und Jugend fertigte er Zeichnungen und erste Ölgemälde von heimischem Wild. Bald erhielt er professionelle Unterstützung: In seinem Geburtsort lebte der während des Zweiten Weltkrieges wegen der alliierten Luftangriffe evakuierte Tiermaler Renz Waller aus Mettmann. Römer ließ sich von den Motiven der Jagd und für jagdliche Darstellungen in der Mal- und Zeichentechnik Wallers inspirieren.
Nach der Volksschule in seinem Heimatort und einer dreijährigen Lehre als Maler und Anstreicher ab 1954 in Berleburg zog er 1957 nach Köln, wo er als Designer für Tapeten und Stoffe arbeitete. Bereits 1959 leitete er in Köln ein Atelier für Tapetenentwürfe und gestaltete zahlreiche Landschafts- und Naturtapeten.
Nach Erwerb des Jagdscheins verband er die jagdlichen Ambitionen mit seiner künstlerischen Leidenschaft. Pirschgänge und Ansitz, die Beobachtung des Wildes bei Wind und Wetter, die wechselnden Stimmungen der Jahreszeiten gab Römer in einer Vielzahl von Gemälden und Zeichnungen naturgetreu wieder. Sein Blick auf die Anatomie der Tiere und ihre Verhaltensweisen ermöglichte ihm die Umsetzung seiner Beobachtungen in die persönliche künstlerische Darstellung. Nach 25-jähriger Tätigkeit in seinem erlernten Beruf gab er sein Atelier auf und wagte den Schritt in die künstlerische Selbständigkeit.
1984 erwarb Römer ein altes Bauernhaus in Schwarzenau und verlegte ein Jahr später wieder seinen Wohnsitz nach Bad Berleburg. Im Schwarzenauer Oberen Hüttental renovierte er sein Fachwerkhaus und richtete sich dort sein Atelier ein. Danach widmete er sich ausschließlich der Tier- und Jagdmalerei inklusive einer Vielzahl realistischer Personenportraits, und der Jagd selbst.

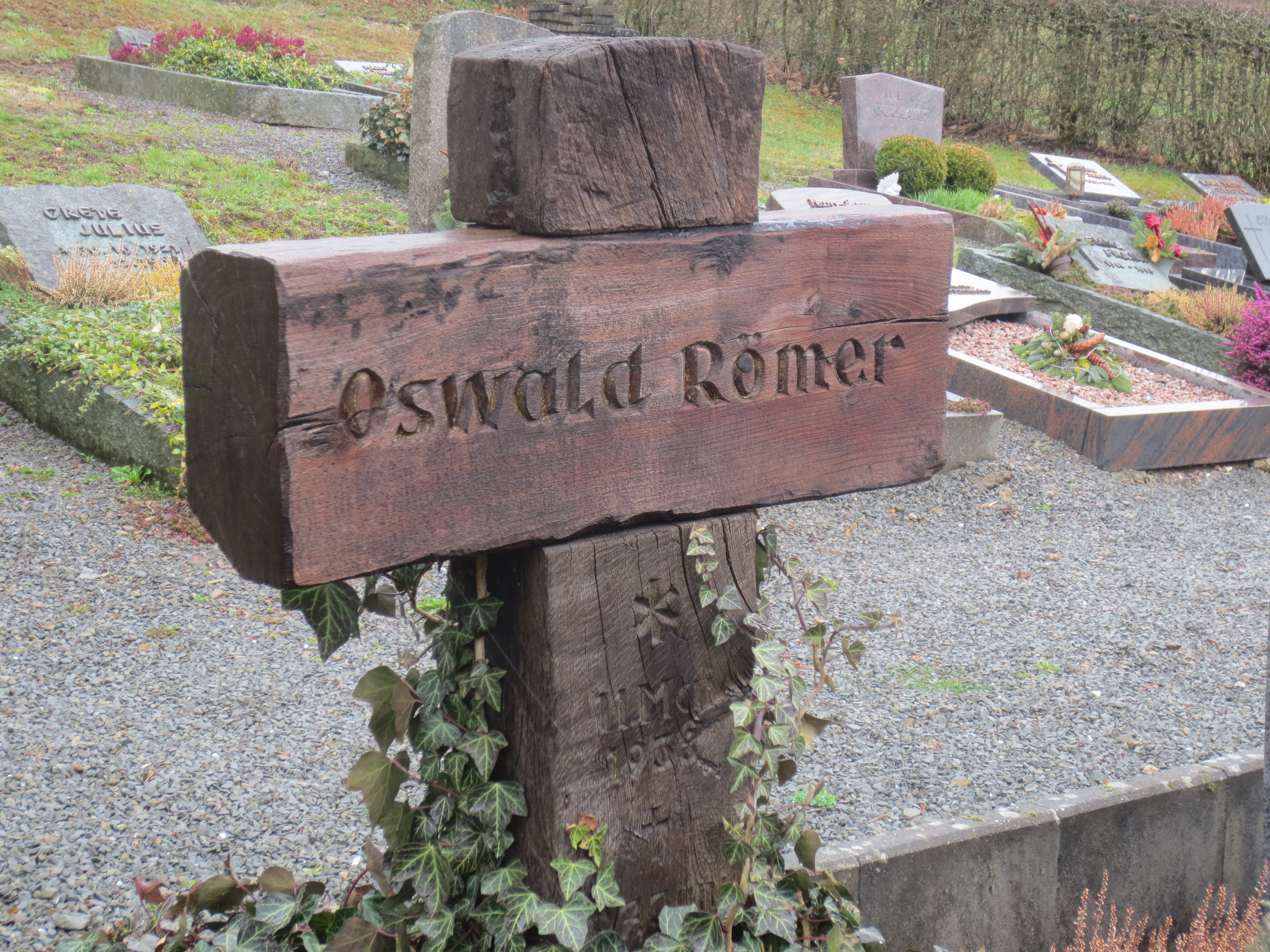
Grabmal Oswald Römer

Oswald Römer wurde im Rahmen seiner Ausstellung im Deutschen Jagd- und Fischereimuseum in München 1995 der Kulturpreis des Deutschen Jagdschutzverbandes zuerkannt. Die Preisverleihung nahm der damalige DJV-Präsident Gerhard Frank vor. Römer schuf zahlreiche Gemälde und Zeichnungen, etliche Illustrationen in Jagdzeitschriften, Büchern und Kalendern. Eine Dokumentation seines Lebenswerkes erfolgte in dem 1995 herausgegebenen Bildband Meine Bilder, zu dem der Tierfilmer und Fernsehmoderator Heinz Sielmann eine zweiseitige Einführung verfasste.
Zehn Jahre nach seinem Tod fand auf Initiative der Kreisjägerschaft Düren in Heimbach/Eifel eine Gedächtnis-Ausstellung anlässlich seines 70. Geburtstages und 10. Todestages statt, in der 70 Exponate des Künstlers gezeigt wurden.
Oswald Römer war in zweiter Ehe verheiratet und hatte eine Tochter aus erster Ehe. Er verstarb am 27. Juni 1998 im Alter von 60 Jahren.

## Ehrungen und Auszeichnungen
- 1995: DJV-Kulturpreis[7]